# Těchlovice nad Labem
Těchlovice (deutsch Tichlowitz) ist eine Gemeinde in Tschechien. Sie liegt zehn Kilometer südlich des Stadtzentrums von Děčín und gehört zum Okres Děčín.

## Geographie

### Geographische Lage
Těchlovice befindet sich zwischen Ústí nad Labem und Děčín im Böhmischen Mittelgebirge am rechten Elbufer an der Einmündung des Baches Těchlovický potok. Nördlich erhebt sich der Vrabinec (Sperlingstein, 350 m), im Nordosten die Poklona (465 m), im Südosten der Stříbrný roh (516 m) und die Buková hora (Zinkenstein, 683 m) sowie südlich die Lícha (462 m).

### Gemeindegliederung
Für die Gemeinde Těchlovice sind keine Ortsteile ausgewiesen. Grundsiedlungseinheiten sind Babětín (Babutin), Přední Lhota (Nieder Wellhotten), Přerov (Pschüra), Těchlovice (Tichlowitz) und Zadní Lhota (Ober Wellhotten). Zu Těchlovice gehören außerdem die Ansiedlungen Kouty (Gaute), Milířsko (Mühlörzen) sowie die Wüstung Vrabinec (Sperlingstein).
Das Gemeindegebiet gliedert sich in die Katastralbezirke Babětín, Přední Lhota u Těchlovic, Přerov u Těchlovic und Těchlovice nad Labem.

### Nachbargemeinden
Nachbarorte sind Přední Lhota im Norden, Babětín im Nordosten, Kouty, Rytířov und Milířsko im Osten, Příbram im Südosten, Vitín und Zadní Lhota im Süden, Roztoky im Südwesten, Skrytín und Maškovice im Westen sowie Dobkovice im Nordwesten.

## Geschichte
Těchlovice wurde wahrscheinlich im 10. bzw. 11. Jahrhundert im Zuge der slawischen Besiedlung gegründet. Die erste schriftliche Erwähnung der Pfarre Tyechleuicz erfolgte 1360. Der Ort war zu dieser Zeit Sitz der Vladiken von Tichlowitz. Jan von Těchlovice kaufte ab 1374 den Herren von Wartenberg weitere Dörfer ab, so unter anderem im Jahr 1391 Dražkovice. An seinem Herrschaftsgebiet ließ er die Burg Sperlingstein (Vrabník) erbauen, die ab 1404 zu seinem Sitz wurde. Jan von Těchlovice hatte auch das Patronat über die Kirchen in Těchlovice, Rychnov und Nebočady inne. 1413 war er so überschuldet, dass er zum schrittweisen Verkauf seiner Güter gezwungen war. Im Jahr darauf musste Jan von Těchlovice auch die Burg Sperlingstein an Sigmund von Wartenberg verkaufen. 1417 erwarb Heinrich Lefl von Lazan die Herrschaft. Ihm folgte Nikolaus der Arme Lobkowitz von Hassenstein und ab 1425 die aus dem Hause von Těchlovice stammende Anna von Sternberg. Sie brachte die Herrschaft in ihre dritte Ehe mit Sigmund von Wartenberg auf Tetschen ein. Die Burg Sperlingstein wurde aufgegeben und galt seit dem Beginn des 16. Jahrhunderts als wüst. Als die Herren von Bünau 1534 die Herrschaft Tetschen kauften, waren die Güter in Tichlowitz Bestandteil des Kaufs. 1628 mussten die protestantischen Bünauer das Land verlassen und neue Besitzer wurden die Grafen Thun und Hohenstein. Bis 1848 blieb Tichlowitz immer nach Tetschen untertänig.
Nach der Aufhebung der Patrimonialherrschaften bildete Tichlowitz / Těchlovice ab 1850 eine politische Gemeinde in der Bezirkshauptmannschaft Tetschen. 1869 hatte die Gemeinde 355 Einwohner, 1890 waren es 472. An der Eisenbahnstrecke der Österreichischen Nordwestbahn von Wien nach Tetschen erhielt Tichlowitz im Jahr 1874 einen Bahnhof. Im 19. Jahrhundert entwickelte sich zugleich die Dampfschifffahrt auf der Elbe, in Tichlowitz entstand eine Anlegestelle. Zugleich florierte der Obstbau. Dies führte bis 1910 zu einem weiteren Anstieg der Einwohnerzahl auf 661. 
Nach der Gründung der Tschechoslowakei erfolgte in dem größtenteils von Deutschböhmen besiedeltem Dorf der Zuzug tschechischer Eisenbahner, Postbeamter und Gendarmen. 1930 erreichte Tichlowitz mit den Ansiedlungen Gaute und Hörnl mit 735 Einwohnern die höchste Bevölkerungszahl seiner Geschichte, einschließlich seiner Ortsteile Mühlörzen, Nieder Wellhotten, Ober Wellhotten und Pschüra 2. Anteil sowie der Einschichten Humpreska, Kohlloch, Weberberg und Sperlingstein waren es 1080. 
Nach dem Münchner Abkommen wurde die Gemeinde 1938 dem Deutschen Reich zugeschlagen und gehörte bis 1945 zum Landkreis Tetschen, ab 1943 Tetschen-Bodenbach. 1939 hatte die Gemeinde 1036 Einwohner. 
Im Jahr 1945 kam Těchlovice zur Tschechoslowakei zurück, die deutschsprachigen Bewohner wurden vertrieben. Im Jahr 1961 wurde Babětín eingemeindet. Těchlovice verlor im Juli 1980 seine Eigenständigkeit und wurde zunächst an Boletice nad Labem angeschlossen. Mit Beginn des Jahres 1981 erfolgte die Eingemeindung von Boletice nad Labem nach Děčín. Bis 1996 bildete der Ort unter dem Namen Děčín XXXIV-Těchlovice einen Stadtteil von Děčín. Nach einem Referendum löste sich Těchlovice am 1. Januar 1997 von Děčín los. 
Im August 2002 wurde der Ort durch das Jahrhunderthochwasser der Elbe geschädigt und 25 Häuser von den Fluten zerstört.

## Partnergemeinde
- Těchlovice, Tschechien

## Kultur und Sehenswürdigkeiten

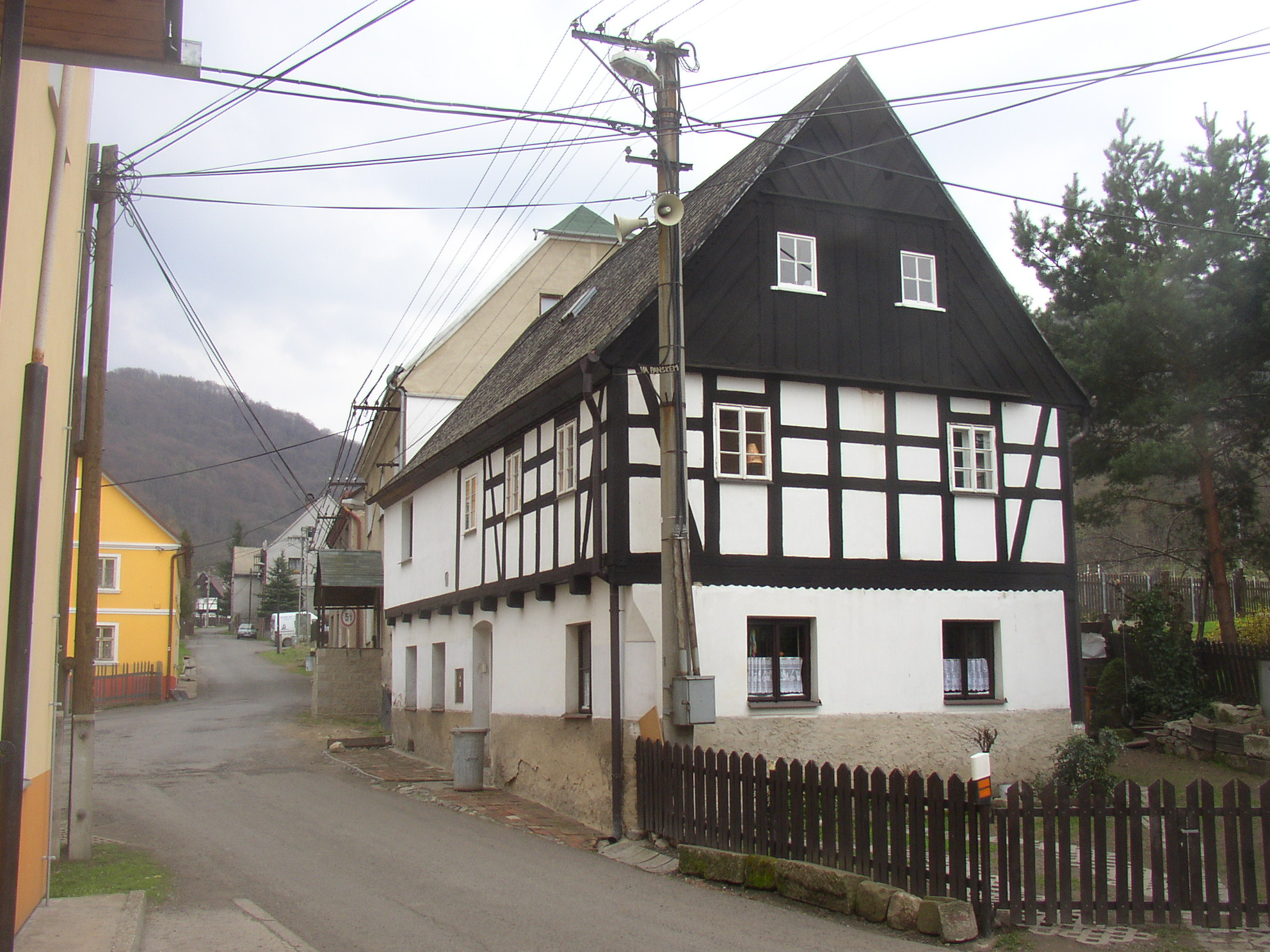
Fachwerkhaus im Ortszentrum

- Felsgipfel Vrabinec mit Resten der Burg Sperlingstein
- Kirche Johannes des Täufers, errichtet im 15. Jahrhundert durch Erweiterung der 1284/85 errichteten Kapelle
- Kapelle der Leiden der Mutter Gottes
- Kapelle in Babětín
- Naturreservat Stříbrný roh
- Reste der Burg Vraty (Rattenstein), südöstlich des Dorfes
- Dívčí skok (Jungfernsprung) bei Přední Lhota